# Chanel Terrero
Chanel Terrero (Havana, Cuba, 28 de julho de 1991), conhecida simplesmente como Chanel, é uma cantora, dançarina e atriz hispano-cubana.
Participou em vários musicais na Espanha, e vai representar a Espanha no Festival Eurovisão da Canção 2022, depois de ter vencido o Benidorm Fest 2022 com seu single de estreia "SloMo". 

## Discografia

### Singles
- "SloMo" (2021)